# Ovotransferrina
L'ovotransferrina és una proteïna que lliga ferro de manera reversible i redueix la biodisponibilitat del ferro per als bacteris. Un altre mecanisme d'acció antibacteriana proposat per a l'ovotransferrina és la permeabilització de les membranes cel·lulars, que ocasiona una permeabilitat selectiva d'ions que comporta la dissipació del potencial elèctric de la cèl·lula.
Ha demostrat ser eficaç contra un ampli espectre de bacteris, incloent Pseudomonas spp., E. coli, Streptococcus mutans, Streptococcus aureus, Bacillus cereus i Salmonella enteritidis. D'altra banda, és una font important de ferro per a la nutrició humana.
La trobem, principalment, a la clara d'ou.